# リー・リトナー
リー・マック・リトナー（Lee Mack Ritenour、1952年1月11日 - ）とは、アメリカ合衆国のジャズギタリスト。カリフォルニア州ハリウッド生まれ。
ジャズ・フュージョン界で1970年代前半より活動している。ブラジリアン･リズムに影響され、自身のアルバムに取り入れられている物が多い。

## 歴史
8歳よりギターを始め、ウェス・モンゴメリーに大きく影響される。16歳の頃にママス&パパスのセッションに参加し、スタジオ・ミュージシャンとしての活動を始めた。南カリフォルニア大学入学後、GRPレコードの設立者の一人でキーボーディストである、デイヴ・グルーシンと出会い、1970年代にはスタジオ・ミュージシャンとして多数のアーティストと共演している。1975年にはレコーディングに参加したミッシェル・ポルナレフのバック・バンドの一員（キーボードはデイヴィッド・フォスター）としてツアーに参加している。
1970年代半ばに自身のグループ、「ジェントル・ソウツ」を結成、1976年にファースト・アルバム『ファースト・コース』を発表。1977年の『キャプテン・フィンガーズ』で自身初のBillboard 200入りを果たし、アルバム・タイトルはリトナーの愛称となる。1978年にはデイヴ・グルーシンの弟ドン・グルーシン等と「フレンドシップ」を結成。1979年に以前より影響を受けているブラジリアン･リズムを取り入れたアルバム『リー・リトナー・イン・リオ』を発表した。1981年には『RIT』を発表、このアルバムではエリック・タッグをヴォーカリストとして迎え、AORを取り入れて、よりポップな観点からフュージョンにアプローチしている。1985年にはイヴァン・リンスをゲストに迎え、デイヴ・グルーシンとの合作『ハーレクイン』を発表。
1990年、ボブ・ジェームス、ネイザン・イースト、ハーヴィー・メイソンと共にフォープレイを結成し、1995年までに3枚のアルバムを発表。しかし、1996年に自身のレーベル「i.e.ミュージック」を新設し、プロデュース業で多忙になったため脱退せざるを得なくなった。後任にはラリー・カールトンが加入した。フォープレイに在籍していた間、ジャズ･ギターの偉人ウェス・モンゴメリーに捧げた『ウェス・バウンド』を1993年に、1995年にカールトンとの合作『ラリー&リー』を発表。
1997年にポリグラムにi.e.ミュージックの経営主体に置き、ボサノヴァのピアニストでコンポーザーのアントニオ・カルロス・ジョビンをテーマとした『ツイスト・オブ・ジョビン』をはじめとした、それぞれテーマを持った『Twist Of ～』シリーズを発表する事になる。2001年にはボブ・マーリーに捧げた『ツイスト・オブ・マーリー〜ボブ・マーリーに捧ぐ』、2003年にはモータウン・レーベルとタイアップした『ツイスト・オブ・モータウン』を発表した。2000年にはデイヴ・グルーシンと再び合作を作り、クラシック音楽をクロスオーバーした『トゥー・ワールド』を発表、デッカからの発売となる。
尚、1998年にポリグラムはシーグラムに買収され、シーグラムのユニバーサル・ミュージックに統合し、i.e.はユニバーサルのジャズ部門ヴァーヴに編入される事になる。この傘下にはかつて所属していたGRPもある。
竹内まりや"Beginning"（1978年）、カシオペア"Four By Four"といった日本人の作品でも、リーのプレイが聴ける。
2005年にピーク・レコードに移籍し、ジェントル・ソウツのメンバーや旧知とのライヴアルバム『ジェントル・ソウツ・リユニオン〜オーヴァータイム』を発表。同時にDVDもリリースしている。
私生活においては2005年5月に歌手の杏里と婚約を発表。7月に杏里がリリースしたアルバムSolにプロデューサーとして関わった。しかし、2007年7月に週刊誌において破局が報じられ、2008年4月28日に杏里の公式サイトにて、公式に婚約を破棄したことを報じた。

## ディスコグラフィ

### アルバム
| 発売年 | タイトル                                                                      | レーベル                                          |
| ------ | ----------------------------------------------------------------------------- | ------------------------------------------------- |
| 1976年 | ファースト・コース - First Course                                             | Epic                                              |
| 1977年 | キャプテン・フィンガーズ - Captain Fingers                                    | Epic                                              |
| 1977年 | ジェントル・ソウツ - Gentle Thoughts                                          | JVC                                               |
| 1977年 | シュガー・ローフ・エクスプレス - Sugar Loaf Express                           | JVC                                               |
| 1978年 | フレンドシップ - Friendship                                                   | JVC                                               |
| 1978年 | キャプテンズ・ジャーニー - The Captain's Journey                              | Elektra                                           |
| 1979年 | リー・リトナー・イン・リオ - Rio                                              | JVC                                               |
| 1979年 | 暗闇へとびだせ - Feel the Night                                               | Discovery                                         |
| 1979年 | アンサンブル - Friendship                                                     | Elektra                                           |
| 1981年 | RIT - Rit                                                                     | Discovery                                         |
| 1982年 | RIT/2 - Rit 2                                                                 | Discovery                                         |
| 1983年 | オン・ザ・ライン - On the Line                                                | Elektra Musician                                  |
| 1984年 | バンデッド・トゥゲザー - Banded Together                                      | Discovery                                         |
| 1985年 | ハーレクイン - Harlequin, デイヴ・グルーシンとの連名                          | GRP                                               |
| 1986年 | アース・ラン - Earth Run                                                      | GRP                                               |
| 1987年 | ポートレイト - Portrait                                                       | GRP                                               |
| 1988年 | フェスティヴァル - Festival                                                   | GRP                                               |
| 1989年 | カラー・リット - Color Rit                                                    | GRP                                               |
| 1990年 | ストールン・モーメンツ - Stolen Moments                                       | GRP                                               |
| 1993年 | ウェス・バウンド - Wes Bound                                                  | GRP                                               |
| 1995年 | ラリー&リー - Larry & Lee, ラリー・カールトンとの連名                         | GRP                                               |
| 1997年 | ツイスト・オブ・ジョビン - A Twist of Jobim                                   | GRP                                               |
| 1997年 | リオ・ファンク〜アライヴ・イン・L.A. - Alive in L.A.                          | GRP                                               |
| 1998年 | ディス・イズ・ラヴ - This Is Love                                             | i.e. Music                                        |
| 2000年 | トゥー・ワールド - Two Worlds, デイヴ・グルーシンとの連名                     | Decca                                             |
| 2001年 | ツイスト・オブ・マーリー〜ボブ・マーリーに捧ぐ - A Twist of Marley            | GRP                                               |
| 2002年 | リット・ハウス - Rit's House                                                  | GRP                                               |
| 2003年 | ツイスト・オブ・モータウン - A Twist of Motown                                | GRP                                               |
| 2003年 | ワールド・オブ・ブラジル - World of Brazil                                    | GPR                                               |
| 2005   | ジェントル・ソウツ・リユニオン〜オーヴァータイム - Overtime                   | Peak                                              |
| 2006年 | スモーク・アンド・ミラーズ - Smoke 'n' Mirrors                                | Peak                                              |
| 2008   | アンパロ〜トゥー・ワールドVol.2 - Amparo, デイヴ・グルーシンとの連名          | Decca                                             |
| 2010年 | シックス・ストリング・セオリー - 6 String Theory                              | Concord                                           |
| 2012年 | リズム・セッションズ〜リー・リトナー・スーパー・セッション2 - Rhythm Sessions | Concord                                           |
| 2015年 | ツイスト・オブ・リット - A Twist of Rit                                       | Concord                                           |
| 2020年 | ドリームキャッチャー - Dreamcatcher                                           | The Players Club, Yamaha Music Communications(JP) |
| 2024年 | ブラジル - Brasil                                                             | Candid, Pony Canyon(JP)                           |

## テレビ出演
- 『東京JAZZ  2009』(NHK BShi) 2009年9月28日
- 『Song to soul〜永遠の1曲』(BS-TBS) 第31回
- 『東京JAZZ2011』（NHK BSプレミアム）2011年10月15日
- 『LEE RITENOUR & MIKE STERN LIVE at BLUE NOTE TOKYO』（BSフジ）2012年4月1日
- 音遊人（みゅーじん）（テレビ東京）2005年8月12日
- 『地球テレビ エル・ムンド』(NHK BS1) 2012年11月13日

## その他の関連映像
- Michel Polnareff - "Polnareff Classics Vintage"（2枚組DVD）- 1975年10月27日収録のベルギーでのスタジオ・ライヴの出演映像あり。